# Vườn bách thảo Thohoyandou
Vườn Bách thảo Thohoyandou (tiếng Anh: Thohoyandou Botanical Garden) là một vườn thực vật nằm ở tỉnh Limpopo, Cộng hòa Nam Phi. Đây là cơ sở nghiên cứu khoa học và thực vật đầu tiên ở Limpopo, đồng thời là cơ sở thứ 11 và cũng là cơ sở có tuổi đời trẻ nhất nằm dưới sự điều hành của Viện Đa dạng Sinh học Quốc gia Nam Phi.
Trên khu đất rộng 89 ha ở Thohoyandou, chiếm phần lớn là các quần xã thực vật đại diện cho xa van Soutpansberg Mountain Bushvel. Vườn thực vật hiện vẫn đang được xây dựng, đại diện cho khu vực thuộc Khu dự trữ sinh quyển Vhembe, nơi có nhiều loài thực vật đặc hữu cần được bảo vệ. Các loài nổi bật trong khu vực này gồm có Aloe soutpansbergensis, Aloe vossii, Huernia nouhuysii, Stapelia clavicorona và Vangueria soutpansbergensis.

## Hình ảnh

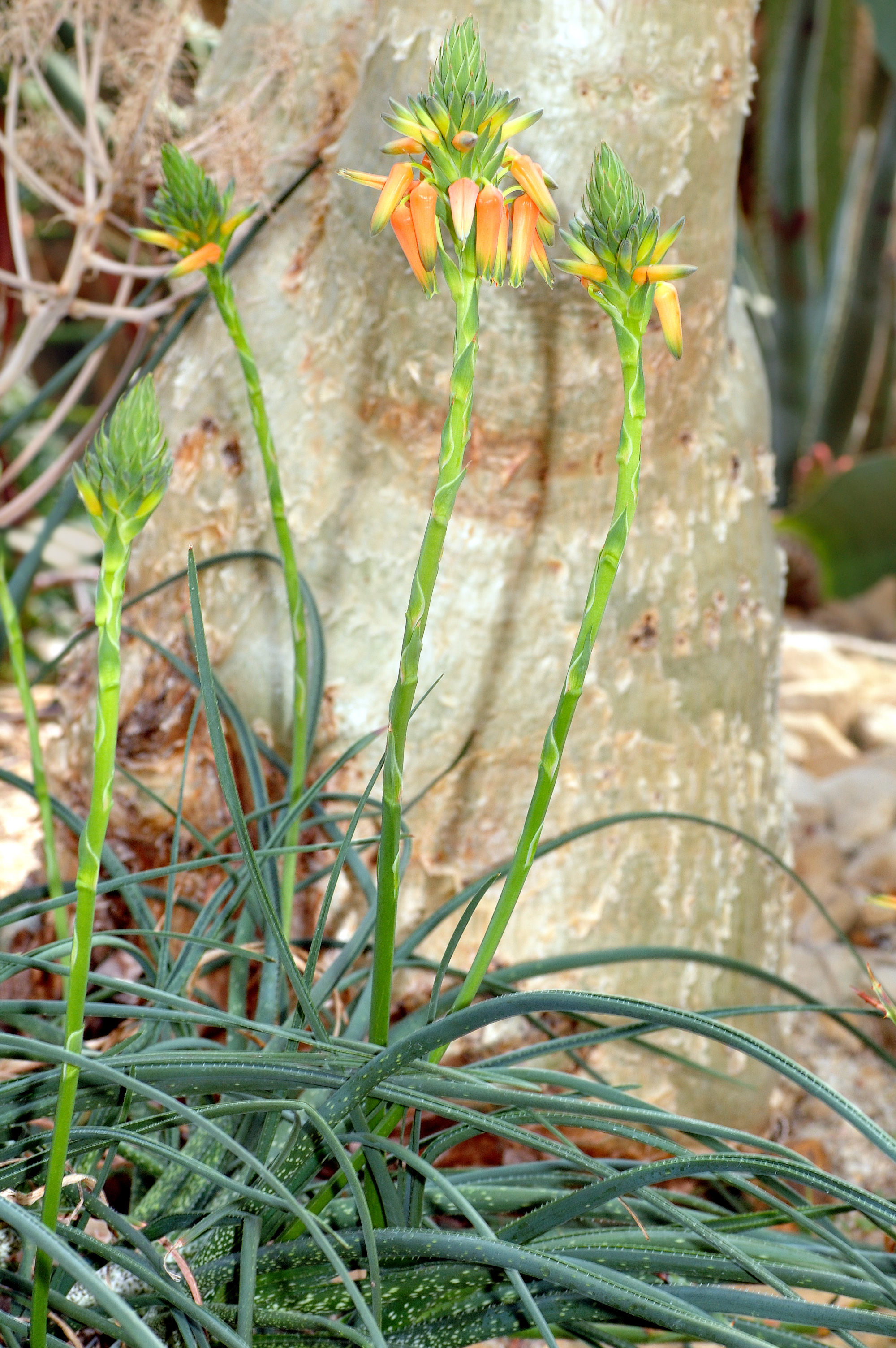
Aloe vossii
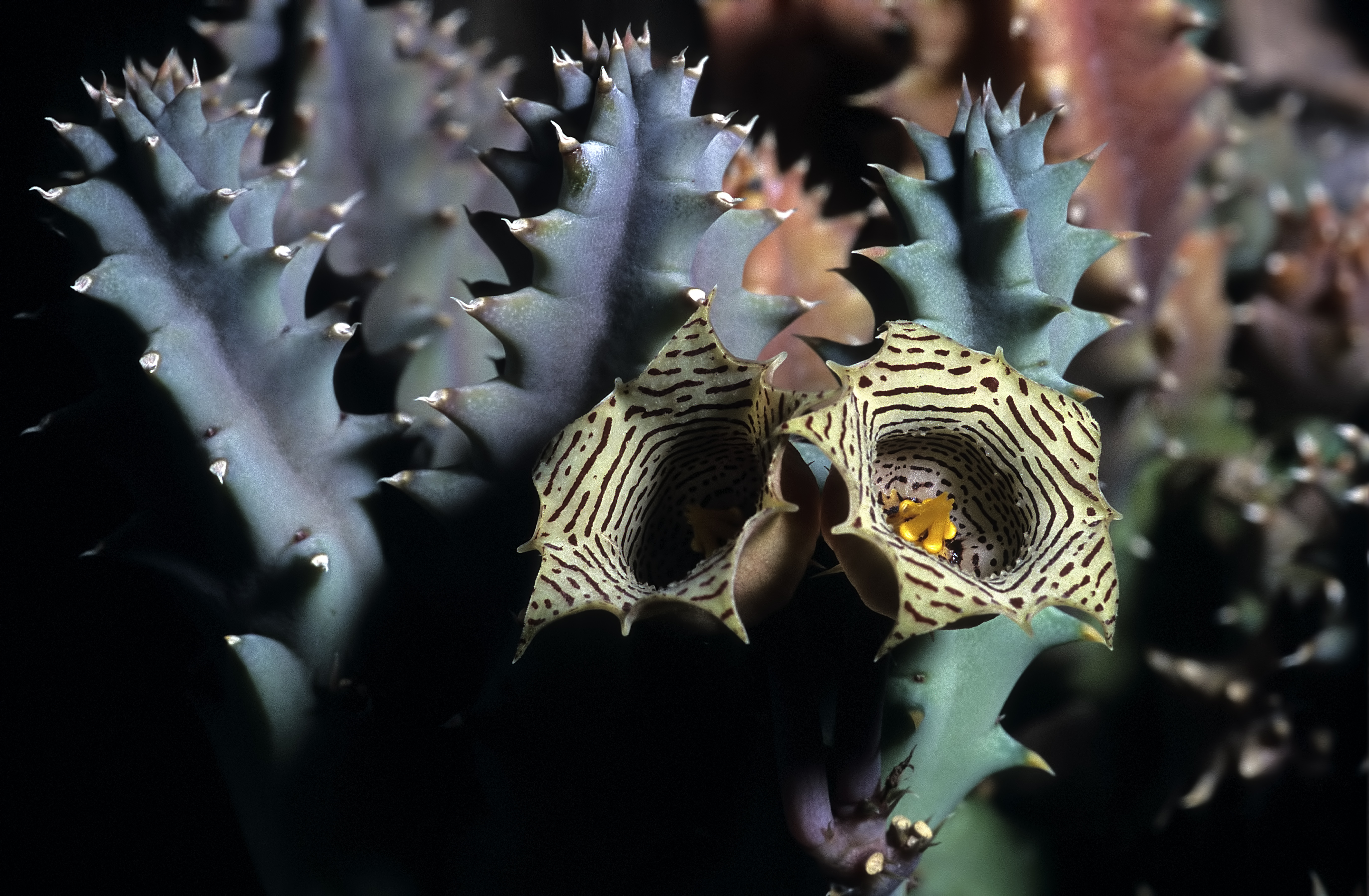
Huernia nouhuysii
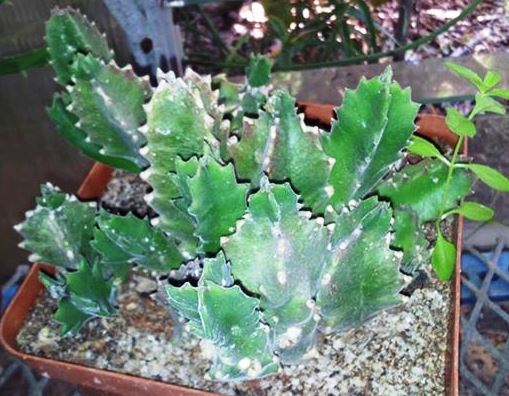
Stapelia clavicorona